# Johan Bergman (scenograf)
Lars Johan Bergman, född 21 april 1964 i Huddinge, är en svensk scenograf och barnskådespelare. Han spelade huvudrollen i Bo Widerbergs film Fimpen 1974.

## Filmografi

### Roller
- 1974 – Fimpen – Fimpen

### Scenografi
- 1997 - Chock: Det ringer (TV)
- 1997 - Chock: Dödsängeln  (TV)
- 1997 - Chock: Förbjuden frukt (TV)
- 1997 - Chock: I nöd och lust (TV)
- 1997 - Chock: Kött (TV)

## Teater

### Scenografi
| År   | Produktion   | Upphovsmän                                 | Regi            | Teater                   |
| ---- | ------------ | ------------------------------------------ | --------------- | ------------------------ |
| 2014 | Frankenstein | Mary Shelley Dramatisering Rikard Lekander | Rikard Lekander | Helsingborgs stadsteater |